# Corpuscule de Pacini

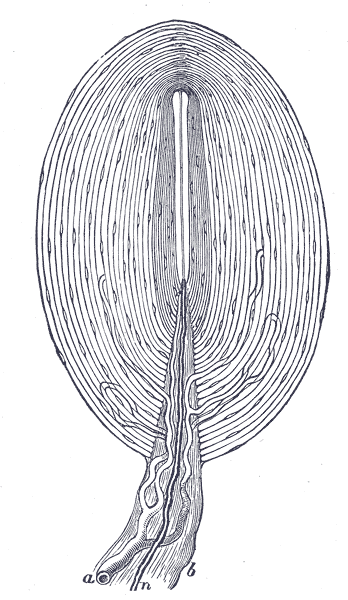
Un corpuscule de Pacini, avec ses capsules et sa cavité centrale.

Les corpuscules de Pacini (appelés également corpuscules de Vater-Pacini), ont été découverts par l'anatomiste italien Filippo Pacini (1812-1883). Les corpuscules de Pacini sont des récepteurs sensoriels formés de terminaisons nerveuses encapsulées d'une taille allant de 0,1mm à 2 mm. Leur axe central est constitué par l'extrémité ramifiée d'une terminaison nerveuse myélinisée, autour de laquelle s'emboitent des lamelles concentriques de cellules aplaties et séparées par des fibres de collagène baignant dans le liquide intercellulaire. La terminaison nerveuse d'un corpuscule de Pacini émet des salves d'influx nerveux pour des déformations de son corpuscule de l'ordre de quelques micromètres. La fréquence de ces salves augmente quand la pression augmente. Les corpuscules de Pacini sont sensibles aux vibrations sensibles entre 100 et 300 Hz. Ils sont aussi activés par des pressions et par des déformations. Ils peuvent être trouvés dans les aponévroses, à proximité des tendons, des articulations, des pédicules vasculaires, des organes pleins et des viscères creux. Ils sont aussi trouvés en profondeur dans l'hypoderme de la peau, surtout si elle est glabre. C'est un mécanorécepteur donc un extérorécepteur, responsable du toucher. Il détecte le début et la fin d'une pression mécanique (récepteur ON/OFF), très adapté. Le site transducteur et le site générateur de ce récepteur sont situés dans la même cellule. Le corpuscule de Pacini est encapsulé « en bulbe d'oignon ». Il est constitué d'une formation conjonctive lamellaire circulaire et d'un neurite myélinisé (fibre nerveuse de type II). Il possède des lamelles internes et externes. De plus, ce corpuscule joue un rôle important dans le circuit de douleur. Les influx qu'il génèrent modulent notamment les informations en provenance des nocicepteurs A delta et C., au sein du centre de tri de la corne postérieure de la moelle épinière Enfin étant lui-même comme cité plus haut sensible aux variations de pression sur l'épiderme il est en quelque sorte le centre de la perception de la douleur avant son transport jusqu'à la moelle épinière.